# 為我流
為我流（いがりゅう）は、日本の柔術流派。別名を新編為我流（しんぺんいがりゅう）という。

## 歴史
始祖は江幡（江畑）満真で、吉岡流、浅山一伝流（浅山流）、藤山流の三流を究めて、体系化した流派で柔術を主流とした。江戸時代常陸国に広まり、以降、現茨城県の民間武術となる。
江幡満真は、吉岡流を深澤又市胤次に、浅山流を森山喜右衛門長政に、藤山流を助川市郎左衛門忠良から学び三流を究めて之を合流し爲我流を創始した。
『勝田市史』においては、当流から分派したとみられる流派として、鴨川一伝流をあげている。
現在は、茨城県、福島県で伝承されている。
茨城県では、羽石家の系統の為我流和術保存会が活動している。また為我流派勝新流を伝える明武館で柴田庄左衛門系の為我流和が伝承されている。福島県にも伝承がある。

### 吉岡流、藤山流
吉岡流は、吉岡宮内左衛門が創始した流派である。その伝を飯塚次郎兵衛が継ぎ、門下の深澤又市胤次から江畑満眞に伝わった。
藤山流は、梶原新齋廣貞－荒木傳兵衛貞元－藤山一人光貞と伝わったものであり、藤山光貞が多くの技が整理し簡略化させたことにより藤山流と名付けられた。藤山流は深澤又市胤次、助川忠良から江畑満眞に伝わった。

### 柴田庄左衛門系の為我流
十一代目を為我流派勝新流十二代宗家の根本平三郎が継いだ。昭和63年に柴田庄左衛門の孫、大竹敏夫が根本平三郎の元で修業を積み十二代目を継承した。勝新流十三代の根本憲一も学んでおり、明武館でも伝承されている。
- 流祖　　江畑杢衛門満眞
- 二代　　朝日八郎衛門申之
- 三代　　鹿島武次衛門治安
- 四代　　鹿島造酒衛門貴寛
- 五代　　宮部仁左衛門安之
- 六代　　鹿島已之衛門範壽
- 七代　　平野又左衛門
- 八代　　富田兵左衛門
- 九代　　藤田徳五郎
- 十代　　柴田庄左衛門英吉
- 十一代　根元平三郎唯久
- 十二代　大竹敏夫

## 技術体系
居組・立合を基本として、術解・捕者之術解や当身・急所・殺活などが伝わっている。
為我流では人差し指と中指の第二関節を立てた独特な拳を用いる。
系統によって体系や型名等に異なるところがあるが、ここではその一例を示す。
居組
起撥、心通、蟄刀、發双、圓月、翅折、奏者、奏者捕
立合
向詰、連捕、肱掛、賃則、入身、錮捕、丿乀、岩石崩、車輪
　
風勢、鞠之身、剣者、乱合、八方、鏡見身
術解
柄詰、萬事劍、鐺返、馬上捕、馬上固之大事
捕者之術解
當ル
當ラルル
死之當
殺ス
生ス
極意
神妙剣三之構、極息、剱刄上之一句

## 史跡
富田兵左衛門顕彰碑（2016年破壊撤去）
茨城県那珂市飯田あった顕彰碑。
為我流、無比流師範の富田兵左衛門を顕彰するために門人700名で建立した。
2016年（平成28年）に破壊撤去された。
武石茂助門人の奉納額
茨城県ひたちなか市の勝倉神社にある為我流の奉納額。

## 系譜

### 江畑から宮部まで
- 江畑杢衛門満眞
- 朝日八郎衛門申之
- 鹿島武次衛門治安
- 鹿島造酒衛門貴寛
- 宮部仁左衛門安之
  - 鹿島已之衛門範壽
  - 鴨川善三郎善林

### 宮部以降の各系統
- 宮部仁左衛門
  - 鹿島已之衛門範壽
    - 平野又左衛門重義
      - 富田兵左衛門知意
        - 藤田徳五郎
          - 柴田庄左衛門英吉
            - 根元平三郎唯久
              - 大竹敏夫
              - 根本憲一

        - 羽石彦三

      - 平野又三次郎
        - 平野兵九郎
          - 平野熊太郎

      - 宇野為蔵親義
        - 羽石彦三親之
          - 羽石竹松親継
            - 羽石彦哉
              - 羽石勝

      - 沢幡忠蔵好洋
        - 後藤三之助
          - 高畠清吉
          - 津田繁之介
          - 宮本貞吉
          - 吽野保之介
          - 細谷潤一郞
          - 海野末吉
          - 平松満次郞
          - 横山傳左衞門
          - 小林豊之助

      - 沢幡林助
        - 後藤三之助

      - 鈴木藤兵衛重則
      - 勝山治介信道
      - 楠見要之允
      - 砂押兵次郎重春
      - 飛田文五郞源重

    - 武石茂助勝壽
      - 武石栄蔵
        - 武石与兵衛

    - 鹿島要介重信
      - 藤咲富之丞可道
        - 大内藤次郎忠信（為我流派勝新流）

  - 鴨川善三郎善林（鴨川一傳流）
    - 谷田部清之助年通
      - 谷田部通一
        - 羽石彦三

      - 椎木敬文（一技道）